# Kodasjiem
De Seder Kodasjiem (Hebreeuws: קדשים) is de vijfde van de zes Ordes (Sedariem) van de Misjna (en ook van de Tosefta en de Talmoed). De letterlijke Nederlandse vertaling is "Orde van de Heilige zaken". Het is qua omvang de derde langste seder. De seder gaat over offerwetten en al wat met de dienst in de Tempel in verband staat.
De Seder Kodasjiem telt 11 traktaten (masechtot):
- Zevachiem (זבחים, Offers) - dit traktaat handelt over de rituelen omtrent dier- en vogeloffers. 13 hoofdstukken.
- Menachot (מנחות, Spijsoffers) - over de meel en broodoffers die in de Tempel moeten worden gebracht. Dit traktaat telt 13 hoofdstukken.
- Choelien (חולין, Ongewijde zaken) - dit traktaat handelt over het rituele slachten, de ziekten en gebreken, die het dier voor het gebruik ongeoorloofd maken en andere spijswetten.[2] 12 hoofdstukken.
- Bechorot (בכורות, Eerstgeboren) - handelt over de lossing van eerstgeboren dieren en mannen (Ex. 13:2, 12vv.; Lev. 27:26vv.). Dit traktaat telt 9 hoofdstukken.
- Arachien (ערכין, Schattingen) - dit traktaat handelt over een persoon die zijn waarde aan de Tempel schenkt (Lev. 27). 9 hoofdstukken.
- Temoera (תמורה, Verwisseling) - over de verwisseling van offerdieren (Lev. 27:10, 33) en andere voorschriften omtrent offers.[2] Dit traktaat telt 7 hoofdstukken.
- Kereetot (כריתות, Uitroeiing) - dit traktaat handelt over de 36 gevallen waarin de wet met de straf van "geestelijk uitsluiting" dreigt, en over het zoenoffers die daarna moeten worden gebracht.[2] 6 hoofdstukken.
- Meïla (מעילה, Vergrijp aan het gewijde) - handelt over de schuldoffers die gebracht moesten worden na het ontwijden van de Heer of wat de Heer toebehoort (Lev. 5:15vv.; Num. 5:5-8). 6 hoofdstukken.
- Tamied (תמיד, Tamid) - over de dagelijks te brengen offers (Ex. 29:38vv.; Num. 28:3vv.). Dit traktaat telt 7 hoofdstukken.
- Midot (מידות, Maten) - handelt over de afmetingen en inrichting van de Tempel. 5 hoofdstukken.
- Kiniem (קנים, Nesten) - dit traktaat handelt over de vogeloffers die in verschillende gevallen gebracht moesten worden (Lev. 1:14vv.; 5:1vv.; 12:8). 3 hoofdstukken.

De Babylonische Talmoed kent alleen bij de eerste acht traktaten en drie hoofdstukken van Tamid rabbijns commentaar (Gemara). De Jeruzalemse Talmoed kent geen Gemara op de Orde Kodasjiem, hoewel Maimonides spreekt over het bestaan van Palestijnse Gemara op de Orde Kodasjiem.